# Concurrence pure et parfaite
Pour les articles homonymes, voir CPP.
La concurrence pure et parfaite (CPP) ou, tout simplement, la concurrence parfaite, correspond à la théorie de la formation du prix élaborée au XIXe siècle par les économistes néoclassiques. La concurrence pure et parfaite est censée permettre l’équilibre sur tous les marchés sous des conditions suffisantes très particulières. La concurrence pure et parfaite représente un des deux cas extrêmes de structures de marché étudiés par les économistes néoclassiques, le second étant le cas de monopole.
En 1921, les conditions de la concurrence pure ont été explicitées par Frank Knight. Dans un article publié en 1954, Kenneth Arrow et Gérard Debreu démontrent l'existence de prix qui égalisent les offres et les demandes des agents dans un cadre institutionnel particulier qui sert depuis de base à tous les modèles qui se réclament de la concurrence parfaite. Ce qui leur a valu de recevoir le prix en sciences économiques de la Banque de Suède en mémoire d'Alfred Nobel. Ces conditions peuvent être résumées en disant qu'il existe un système complet de marchés (en) — un prix unique est affiché pour chaque bien, présent et futur — et que tous les agents, ménages et entreprises, se comportent en preneurs de prix. Le modèle, implicitement, est celui du troc : chacun troque ses biens (dont le travail) contre d'autres biens, et chacun voit ainsi ses préférences satisfaites "au mieux". D'où un équilibre, qui est modifié si les préférences sont modifiées ou si un bien ou un service nouveau ou moins cher est proposé au marché pris dans sa globalité. Et ainsi de suite.
Milton Friedman parle de concurrence "parfaite" pour nommer un dispositif social doté de caractéristiques jugées optimales, du point de vue de l'allocation des biens ; et de concurrence "pure" pour signifier qu'il s'agit d'un modèle idéal ("purifié") et non d'une description de l'économie réelle.

## Contenu et hypothèses
Selon une vieille habitude, qui ne persiste qu'en France, la concurrence « pure et parfaite » comporte, comme son nom l'indique, deux volets : la « pureté », d'une part, la « perfection », de l'autre. Plus précisément, la distinction est faite entre d'une part, la « pureté de la concurrence » (atomicité de l'offre et de la demande, homogénéité du produit, libre entrée et sortie du marché) et la « perfection du marché » (transparence des marchés, mobilité des facteurs de production) ; cette distinction amène à parler de « concurrence pure sur des marchés parfaits ». 

### La «pureté» de la concurrence
Pour être « pure », la concurrence doit remplir les trois conditions suivantes :
1. l'atomicité : le nombre d'acheteurs (côté demande) et de vendeurs (côté offre) est très grand et aucun des agents n'a un poids sur le marché suffisant pour pouvoir influencer le prix.
2. l'homogénéité des produits : dans l'industrie, toutes les firmes livrent des produits que les acheteurs jugent identiques, homogènes ou substituables. Les biens échangés sont semblables en qualité et en caractéristiques, et donc interchangeables ; un produit de meilleure qualité réelle ou supposée constitue donc un autre marché. En d’autres termes c'est lorsque les consommateurs ne parviennent pas à différencier les productions d'une même gamme même si c'est la même entreprise.
3. la fluidité : la libre entrée et sortie sur le marché : quiconque veut s'adonner à une certaine production peut le faire sans restriction ni délai. Les firmes qui composent l'industrie ne peuvent s'opposer à l'arrivée de nouveaux entrants. Il ne doit y avoir aucune entrave tarifaire (protectionnisme), administrative (numerus clausus), technique à l’entrée d’un offreur ou d’un demandeur supplémentaire. La libre entrée suppose de manière plus générale que les nouveaux entrants ne font face à aucun désavantage face aux agents présents et peuvent aisément obtenir les facteurs de production qui leur sont nécessaires. Ce qui signifie également que les rendements d'échelle sont supposés non croissants. Or, selon certains auteurs, le fait de sortir du marché pour une entreprise correspond à une sanction directe de son inefficacité concurrentielle[5].

### La « perfection » de la concurrence
Pour être « parfaite » la concurrence doit remplir les deux conditions suivantes :
1. la libre circulation des facteurs de production (le capital et le travail) : les facteurs de production sont parfaitement mobiles et peuvent se déplacer d'une industrie à l'autre. La main-d'œuvre et les capitaux se dirigent spontanément vers les marchés où la demande est supérieure à l'offre ; il n'y a pas de délai ni de coût dans leur reconversion.
2. la transparence de l’information : tous les participants au marché ont une connaissance complète de tous les facteurs significatifs du marché. L'information parfaite de tous les agents sur tous les autres et sur le bien échangé suppose une information gratuite et immédiate. Ceci suppose l'absence d'échange réalisé de gré à gré et au contraire l'existence d'un mécanisme d'ensemble : le processus de fixation des prix décrit par la théorie est comparable au rôle d'un « commissaire-priseur » qui centralise les offres et les demandes, calcule le prix d'équilibre, et par conséquent attribue au bout du compte à chacun sa part dans l'offre (production) ou dans la demande (consommation).

### La concurrence parfaite selon Arrow et Debreu
En dehors de la France, plus personne ne parle de « concurrence pure et parfaite » et ne fait donc la distinction entre ce qui serait « pur » et ce qui serait « parfait » dans la concurrence. Le terme consacré est maintenant partout — y compris en France en dehors des manuels et des articles pour le grand public — celui de « concurrence parfaite » (traduction de l'anglais « perfect competition »).[évasif] On entend par là le cadre dans lequel Kenneth Arrow et Gérard Debreu ont démontré, dans un article publié en 1954, l'existence d'au moins un équilibre général. La principale condition de la concurrence parfaite est qu'il existe, à tout moment, des prix donnés, ou « affichés », pour les biens présents et futurs, dont les agents sont « preneurs ». Ce que certains justifient en disant que les agents sont « petits » (atomicité) et « nombreux », sans que cela résolve la question de savoir par qui les prix sont proposés. Arrow et Debreu sont conscients de ce problème. Ils supposent que les prix sont annoncés par un agent particulier, qu'ils appellent le market participant, qui le fait en cherchant à rendre minimum les écarts entre les offres et les demandes des ménages et des entreprises. De nos jours, on parle de « commissaire-priseur » à propos de cet agent, qui non seulement propose les prix, mais confronte les offres et les demandes qui lui sont transmises par les agents et cherche « en tâtonnant » les prix qui les égalisent.
En ce qui concerne la production, Arrow et Debreu supposent que les entreprises — en nombre fini et fixé à l'avance — ont des rendements non croissants — les coûts fixes étant exclus —, elles décident, dès le moment initial, de leur production présente et future, et donc de la mise en place des capacités de production nécessaires correspondantes (toujours dans la perspective intertemporelle permise par l'existence d'un système complet de marchés). Leurs profits sont distribués aux ménages qui en sont les actionnaires (propriétaires) — les actions faisant partie de leurs dotations initiales.

## Analyse de la dynamique du marché en courte et en longue période
Au total, les conditions de la concurrence parfaite définissent le cadre très précis où s'opère la fixation des prix. 
- En théorie : l’équilibre général tel qu'imaginé par les néoclassiques explicite le fonctionnement d'un processus de convergence progressive des prix jusqu'à ce que s'établisse un prix d’équilibre. Léon Walras évoque un mécanisme de tâtonnements progressifs. Le concept est différent de la main invisible d’Adam Smith[6], et semble plus proche de la notion d’ordre que l’on trouve chez Malebranche[7].
- En pratique : la conduite de l'analyse du fonctionnement des marchés de « concurrence pure et parfaite » doit se mener en deux étapes[8] :

1. L'examen de courte période révèle comment se comportent les producteurs sur le marché,
2. L'examen de la longue période met en évidence le rôle des mécanismes d'ajustement et d'équilibre à l'œuvre sur ce même marché.

### En courte période
L'hypothèse est qu'il n'y a aucune entreprise entrante ou sortante sur le marché. L'offre étant atomisée, aucune entreprise n'a d'influence sur le prix du marché qui est déterminé par la loi de l'offre et de la demande globale. Supposons que les coûts prévisibles d'une entreprise soient les suivants :
| Quantités produites | Charges fixes | Charges variables | Coût total (1) | Coût moyen (2) | Coût marginal (3) | Bénéfice |
| ------------------- | ------------- | ----------------- | -------------- | -------------- | ----------------- | -------- |
| 0                   | 100           | 0                 | 100            | ns             | ns                | -100     |
| 1                   | 100           | 80                | 180            | 180            | 80                | -20      |
| 2                   | 100           | 140               | 240            | 120            | 60                | +80      |
| 3                   | 100           | 230               | 330            | 110            | 90                | +150     |
| 4                   | 100           | 340               | 440            | 110            | 110               | +200     |
| 5                   | 100           | 500               | 600            | 120            | 160               | +200     |
| 6                   | 100           | 710               | 810            | 135            | 210               | +150     |

(1) Le coût total se décompose en une partie fixe (loyers, équipements…) et une partie variable (matières premières, énergie…)
(2) ou coût unitaire (coût total / quantités produites)
(3) Le coût marginal est le supplément ajouté au coût total par la dernière unité produite. Exemple : fabriquer un deuxième objet augmente le coût total de 180 à 240, d'où une différence dite « coût marginal » du deuxième objet égal à 60.*
Commentaire : Supposons que le prix de vente du marché — déterminé par la loi de l'offre et de la demande — est sur ce marché de 160.
Pour maximiser son bénéfice, l'entreprise a intérêt à fabriquer et vendre 5 objets. Au-delà, son bénéfice diminue, car le 6° objet entraîne un coût supplémentaire (coût marginal) de 210, alors qu'il ne peut être vendu que pour 160. On en déduit la règle qu'une entreprise — dans un contexte de concurrence pure et parfaite — a intérêt à augmenter sa production jusqu'à ce que son coût marginal égale son prix de vente.
L'entreprise n'a pas le choix : vendre à un prix supérieur au marché n'est guère possible car la concurrence fait qu'elle n'aura aucun acheteur. De même, vendre à un prix inférieur au marché risque d'attirer vers elle toute la demande du marché, faisant croître ses ventes, donc sa production, donc son coût marginal, qui deviendrait plus élevé que le prix du marché et provoquerait… un niveau de perte insupportable.

### En longue période
L'existence d'un profit constaté dans la branche d'activité attire de nouveaux entrants. Les quantités offertes s'accroissent et contribuent à la baisse des prix. Le flux d'entrée se stabilise puis se tarit lorsque le prix du marché devient égal au coût moyen de production (situation où le profit devient nul). Au terme de l'ajustement, chaque entreprise en longue période fixe son niveau de production en fonction du prix du marché et de son coût marginal, pour aboutir à l'égalité : coût marginal = coût moyen = prix du marché.

## Analyse critique
L'économiste Raymond Barre pointe que le modèle de « concurrence pure et parfaite » a fini par correspondre de moins en moins à une description de la réalité pour devenir par contre un modèle intellectuel de référence. Ce modèle pouvant porter les caractéristiques d'un modèle réputé être idéal le plus souvent pour les penseurs libéraux [réf. nécessaire], mais aussi pour certains théoriciens comme Enrico Barone ou Oskar Lange qui y voient l'objectif d'un État socialiste.

### Vertus du modèle
Le modèle de concurrence pure et parfaite fournit des réponses satisfaisantes à des questions fondamentales (problèmes de l'efficience, de l'emploi ou du pouvoir économique…).
En effet, dans ce modèle et sous les conditions qui lui sont associées :
« L'économie fonctionne avec l'efficience la plus grande possible. Aucun producteur ne peut obtenir plus de recettes en agissant sur les prix, mais seulement par une réduction de son coût de production. Là où il y a profits anormaux, la liberté d'entrer permet d’accroître la production et d'abaisser les prix. »
« Toute modification des désirs des consommateurs se communique par l'intermédiaire des modifications du prix des biens aux producteurs. ces modifications se répercutent elles-mêmes sur le prix des facteurs de production qui sont attirés dans certains emplois ou écartés d'autres emplois. »
« L'économie n'est pas menacée par le sous-emploi des facteurs de production : ceux-ci sont en effet mobiles et se déplacent de zones de production délaissées par les consommateurs vers des zones où se porte la demande. La concurrence de ceux qui sont en quête de facteurs de production entraîne la fixation du niveau du taux de l'intérêt, qui rémunère ceux qui désirent épargner : un taux élevé de l'intérêt suscite l'épargne aux dépens de la consommation courante. Des ressources sont ainsi libérées pour l'investissement. »
« Le problème du pouvoir économique est d'autre part résolu de façon satisfaisante. Aucune unité économique ne dispose de l'influence suffisante pour agir sur le marché et le prix. Il y a donc ni emploi du pouvoir, ni mauvais usage du pouvoir économique privé : celui-ci est exclu. Il en résulte qu'un pouvoir public destiné à réglementer ou limiter le pouvoir économique privé est inutile. »

### Critiques du modèle

#### Confrontation avec une réalité mouvante
Dans les faits, les hypothèses et conditions d'une concurrence pure et parfaite semblent correspondre à l'univers économique du XIXe siècle : elles sont en décalage avec les pratiques observées aujourd'hui et ne semblent plus pouvoir être réunies dans l'environnement économique contemporain :
1. Atomicité : Caractéristique envisageable dans un capitalisme de petites unités. Aujourd'hui, l'activité économique s'opère dans le cadre de branches et de filières techno-économiques où une poignée d'acteurs joue un rôle prédominant : de ce fait un nombre réduit de producteurs ou d'acheteurs peut être en mesure d'imposer sa vision. Les études sur la concentration des marchés (exemple : ententes, cartel, oligopole…) ne manquent pas pour démentir cette première condition. Cette hypothèse exclut également la possibilité de rendements croissants à la production, dans la mesure où l'existence de ceux-ci peuvent conduire à la formation de monopoles naturels, alors que de telles situations sont en pratique constatées (par ex : effets recherchés par le biais d'économies d'échelle).
2. Homogénéité des produits : l'offre présente sur le marché est fortement segmentée et différenciée. Par exemple, deux voitures de marques différentes ne sont équivalentes ni objectivement, ni subjectivement. Le renouvellement continuel des produits, le développement des techniques marketing et publicitaires ne sont pas des facteurs d'homogénéisation.
3. Transparence de l’information : l'information produit est délivrée le plus souvent par celui qui fabrique ou distribue, qui d'une certaine manière se trouve être juge et partie. L'information n'est pas forcément accessible, ni gratuite : l'existence du métier de courtier le prouve. La comparaison coûte en temps et en argent : qui — sous prétexte de déguster le meilleur café — ira jusqu'à mettre en concurrence tous les bars d'un même quartier ?
4. Libre entrée et sortie sur le marché : protectionnisme, permis d'exploitation, coût de recherche et développement, brevets sont autant d'entraves à l'entrée de nouveaux producteurs, sans parler des coûts de transport.
5. Libre circulation des facteurs de production : les travailleurs sont difficilement déplaçables, cela prend du temps et a un coût significatif.

Les conditions d'une concurrence pure et parfaite sont rarement réunies. On présente souvent la vente aux enchères comme étant un type de vente s'approchant du marché théorique, du moins du côté des acheteurs (multiplicité, entrée-sortie libre, information universelle et instantanée, etc.). Pourtant ceux-ci ne s'y comportent pas comme de simples « preneurs de prix », ainsi que le postulent les hypothèses de la concurrence parfaite. Au contraire : ils proposent des prix pour les biens, ou lots, mis aux enchères, en essayant d'anticiper — ou deviner — jusqu'où veulent aller les autres participants.
Joseph E. Stiglitz et Jay Rosengard remarquent que, en 2015, les économistes s'accordent à dire que les hypothèses de la concurrence pure et parfaite ne sont pas réalistes ; toutefois, l'irréalisme de l'hypothèse n'empêche pas son utilisation dans des modèles pourvu que ses conclusions soient intéressantes.

#### Critiques de la vision classique
- Selon Hayek, dans la vie réelle, les relations individuelles entre les parties présentes à l'échange viennent compenser les imperfections d'information inhérentes au système : la concurrence devient largement une « concurrence pour la réputation »[13].
- Murray Rothbard critique la dichotomie entre concurrence pure et parfaite et concurrence imparfaite. D'après lui, la libre entrée sur le marché demeure le seul et unique critère pour s'assurer que la concurrence est au service des consommateurs[14].
- Selon François Perroux, le chef d'entreprise ne s'adapte pas passivement au niveau des prix : « Même quand il gouverne une firme de petites dimensions sa réaction contre l'environnement est aussi décisive que son adaptation à l'environnement ».
- Morgenstern constate que la concurrence pure et parfaite ignore l'ignorance et l'incertitude. Alors que celles-ci existent et peuvent selon lui être un enjeu de concurrence non négligeable.

L'information pouvant circuler avec retard, l'adaptation de l'offre et de la demande peut ainsi être retardée. D'autres phénomènes peuvent apparaître : ainsi, plus un vendeur attend, plus il sera enclin à vendre son bien moins cher. De même, plus un acheteur attend, plus il sera enclin à acheter son bien plus cher.
Même dans le cas des marchés financiers, John Maynard Keynes considérait que l'imperfection de l'information faisait ressembler ces marchés à des « concours de beauté », où le but n'est pas d'élire « celui qu'on pense être le plus beau » (ou le plus rentable), mais « celui qu'on pense que les autres pensent être le plus beau ». Ainsi un marché aura tendance à former des bulles spéculatives.
- Les coûts de production n'évoluent pas de façon simple et uniforme quand les producteurs augmentent le nombre de bien fabriqués. En pratique, les coûts de production commencent par se réduire, puis — au-delà d'un certain point — augmentent. Par exemple, un travailleur plus fatigué peut se révéler moins productif et/ou moins qualitatif : au-delà d'une certaine quantité, le coût de production augmente alors d'une tranche indivisible.
- Hayek entend rétablir la différence entre le processus de concurrence (faire concurrence) et son résultat (l'état de concurrence pure et parfaite). Pour lui réfléchir au mode d'ajustement des données et variables de la concurrence est plus important que de décrire un état des affaires supposé par la théorie.

## Nouvelles pistes de recherche sur la concurrence
L'analyse économique moderne vise à définir des approches plus réalistes de la concurrence et des modalités de formation des prix :

### La notion de concurrence
- En forgeant le terme de « concurrence monopolistique » Edward Chamberlin entend montrer que — dans la vie réelle — concurrence et monopole sont mêlés.

Ainsi, il n'existe pas selon lui de « monopole pur ». C'est-à-dire de monopole qui ne serait pas soumis d'une façon ou d'une autre à une concurrence en provenance d'un secteur échappant au contrôle du monopoleur. Chamberlin cite l'exemple du monopole du cru « Château d'Yquem », qui se trouve dans le cercle des sauternes, lesquels sont dans celui des Vins Blancs de Bordeaux, lesquels sont dans celui des Vins de Bordeaux, puis…. On voit qu'il ne peut y avoir de monopole pur que si toute concurrence peut être éliminée, ce qui ne semble pas tenir.
De même pour le concept de « concurrence pure ». Ce pourrait être le cas si aucun élément de monopole n'était présent sous la forme ne serait-ce que d'un élément de contrôle de la part d'un offreur. Situation plutôt rare, car les offreurs entendent souvent exploiter les distorsions spatiales de l'offre (disponibilité réduite sur un périmètre donné) les éléments de différenciation (différences de caractéristiques réelles ou supposées) ou le nombre réduit d'offreurs (situation d'oligopole).
- La concurrence ne porte pas que sur le niveau des prix : Elle est largement multiforme du fait de la concurrence hors prix (délais, contenus, qualité…) qui s'adresse non seulement aux consommateurs finaux mais aussi aux intermédiaires transformateurs et/ou distributeurs.
- John Maurice Clark introduit la notion de « concurrence praticable » (Workable competition) pour souligner que la notion de la dynamique concurrentielle est plus importante que l'évaluation statique d'un résultat : Mieux vaut s'interroger sur le degré de satisfaction (en termes de prix, qualité et quantité) apporté par un état de concurrence que de chercher à qualifier son degré d'imperfection. Mieux vaut s'interroger pour savoir si la menace d'une concurrence potentielle est préservée, et d'une façon plus générale si la situation présente est susceptible de générer encore des améliorations.

### La concurrence comme source de formation des prix
En 1926, Piero Sraffa pense que le monopole est l'hypothèse de départ la plus vraisemblable pour réfléchir une théorie des marchés : en situation de concurrence, le producteur ne peut agir sur les prix, mais peut en revanche tenir pour constante la quantité qu'il offre sur le marché.
En 1933, Edward Chamberlin et Joan Robinson introduisent dans le mécanisme de formation des prix des phénomènes jusque-là omis (différenciation des produits, concentration, limitation à l'entrée…)
En Allemagne, Stackelberg introduit une morphologie des marchés fondée sur le nombre des participants (Marktform und Gleichgewitch). et Fritz Machlup présente en 1952 une typologie des attitudes des participants au marché.
En France, François Perroux présente la dimension de l'effet de domination, des influences asymétriques qui seront reprises dans les études portant sur les mécanismes de formation des prix. (sources ?)